# 苫小牧市ハイランドスポーツセンター
苫小牧市ハイランドスポーツセンター（とまこまいしハイランドスポーツセンター）は、北海道苫小牧市にあるスケートリンク。

## 概要
1967年（昭和42年）に『第11回オリンピック冬季競技大会』（1972年札幌オリンピック）練習用リンクとして設置。苫小牧市緑ヶ丘公園にあり、スピードスケートにおける日本国内外の各種大会、スピードスケート代表選手やチームの合宿練習などに利用されている。スケートリンク内側に設置されているローラースケート場は、スピードスケート選手の夏季トレーニングに使用されるほか、親子でローラースケートを楽しむことができる。

## 歴史
- 1967年（昭和42年）：「苫小牧ハイランドスケートセンター」開設[1]。
- 1968年（昭和43年）：『とまこまいスケートまつり』主会場となる（2003年まで）[4]。
- 1970年（昭和45年）：屋内リンク完成（夏季は温水プールとして使用）[1][5]。「苫小牧ハイランドスポーツセンター」と改称[1]。
- 1992年（平成04年）：「苫小牧市ハイランドスポーツセンター」と改称[1]。
- 2005年（平成17年）：屋内スタンド完成[1]。
- 2006年（平成18年）：ローラースケート場開設[2]。
- 2010年（平成22年）：温水プール営業終了[6]。
- 2011年（平成23年）：屋内リンク廃止[1][7]。

## 施設
- スピードスケート場
  - 利用期間：11月から3月
  - 1周400 m、幅14 m[2]
- ローラースケートコース
  - 利用期間：5月から9月
  - 1周234 m、幅6 m[2]
- 屋内スタンド
  - 収容人数：700人[2]
  - 観覧席、選手控室、更衣室、競技役員室、新聞記者室、貴賓室、大会役員室、記録室、印刷室、身障者用トイレ[2]
- センターハウス
  - ロッカー、貸スケート室、軽食、自動販売機[2]

## 大会実績
- 『国民体育大会冬季大会スケート競技会スピードスケート』（1980年[8]、2006年[9]）
- 『全国高等学校スケート選手権大会スピード競技』（1993年[10]、2006年[10]）
- 『日本学生氷上競技選手権大会』スピードスケート競技（2003年[11]、2008年[12]、2012年[13]、2017年[14]）
- 『全日本スピードスケート選手権大会』（2003年[15]）
- 『全国中学校スケート・アイスホッケー大会』スピードスケート競技（2007年[16]）
- 『全日本社会人対抗スピードスケート競技会（Aクラス）』（2009年[17]）
- 『全日本マスターズスピードスケート競技会（Aクラス）』（2009年[18]、2013年[17]）
- 『ISUジュニアワールドカップスピードスケート競技会』（2010年[19]、2014年[20]）
- 『ISUスピードスケート・ワールドカップ』第2戦（2018年11月23日 - 25日、当初は哈爾浜で開催予定だったが返上したため、第1戦に続く2週連続で日本開催となる。苫小牧でのワールドカップ開催は初めて。屋外でのワールドカップは2008年2月以来、11季ぶりとなる[21][22]）

## アクセス
「苫小牧市立病院」バス停が最も近く、苫小牧駅（南口2番）から約20分を要する。また、約100 m離れた「病院通」バス停は、苫小牧駅北口（MEGAドン・キホーテ前）から約10分になっており、バス停からハイランドスポーツセンターまでは徒歩約10分になっている。新千歳空港からバスで約30分の所要時間になっている。

## 参考資料
- “Japan Skating Federation Official Results & Data Site”.  日本スケート連盟. 2015年6月3日閲覧。
- “スピードスケート競技会”.   北海道スケート連盟. 2015年6月3日閲覧。